# Edward Harris (ornithologue)
Pour les articles homonymes, voir Harris.
Edward Harris est un fermier et un  ornithologue américain, né en 1799 et mort en 1863.

## Biographie
Fils de fermier, il grandit près de Philadelphie. Il rencontre John James Audubon (1785-1851) en 1824 dont il deviendra l'ami le plus proche.
L’aisance financière d’Harris lui permet de soutenir activement Audubon en lui achetant ses planches de façon généreuse. Il contribue notamment à l’édition de ses Birds of America à une époque où Audubon connaît une grande pauvreté.
Harris participe à deux expéditions d’Audubon : en 1837, le long du Golfe du Mexique et, en 1843, sur le cours de la rivière Missouri.
La Buse de Harris, Parabuteo unicinctus lui a été dédiée par J. J. Audubon en 1837.

## Source
- Bo Beolens et Michael Watkins (2003). Whose Bird? Common Bird Names and the People They Commemorate. Yale University Press (New Haven et Londres).